# ハリー・シェアラー
ハリー・シェアラー （英語: Harry Shearer、1943年12月23日 - ） は、アメリカ合衆国の男性俳優、声優、コメディアン、ミュージシャン、ラジオ司会者、作家、プロデューサー。

## 経歴
カリフォルニア州ロサンゼルス出身。オペラ歌手のマック・シェアラーの息子として誕生。 
両親はそれぞれポーランドとオーストリアからのユダヤ人移民であった。両親はナチス占領下のヨーロッパから逃れ、キューバのハバナで出会った。 
子供の頃、シェアラーと彼の家族はボブとレイが出演するラジオ番組やアメリカ・ユダヤ神学校の週刊番組などをよく聞いていた。 
彼が12歳のときに父親が亡くなり、翌年にバル・ミツワー（成人式）を迎えた。シェアラーはウェストアダムズ地区で育った。シェアラーが4歳の頃から、娘が子役をしていたピアノ教師に教えてもらっていた。ピアノ教師だった彼女は、娘の仕事を通じてこの業界の人たちと知り合いだったため、後に転職して子供向けエージェントになることを決意した。教師はシェアラーの両親に、オーディションに連れて行く許可を求めた。 
数か月後、教師はシェアラーの両親に電話し、ラジオ番組「ジャック・ベニー・プログラム」のオーディションを受けさせたと伝えた。シェアラーは7歳の時にこの役を獲得した。彼はジャック・ベニーについて、「とても温かく親しみやすい人でした...彼は番組で他の人が笑いを取るというアイデアを掘り下げる人でした。そのおかげで、コメディアンの他の人には興味が持てなくなってしまいました」と述べている。シェアラーは、ショービジネスの初期の頃に彼を保護し、メンターとなってくれた人物の1人が、バッグス・バニー、ダフィー・ダック、バーニー・ラブルなど、多くのアニメキャラクターの声を担当した声優のメル・ブランクであると述べている。ブランは「ジャック・ベニー・ショー」のレギュラーだった。彼はブランの息子ノエルとも親しくなった。シェアラーは『アボットとコステロ火星へ行く』 （1953年）で映画デビューを果たし、小さな役で出演したほか、『ローブ』（1953年）にも出演した。彼は幼少期から10代にかけてテレビ、映画、ラジオで働いていた。 
1957年、シェアラーはテレビシリーズ『ビーバー君に恋して』のパイロット版でエディ・ハスケルの先駆者を演じた。撮影後、シェアラーの両親は、彼にシリーズのレギュラーになってほしくないと言った。その代わりに、普通の子供時代を過ごせるように、たまに仕事をして欲しいと彼らは言った。シェアラーと両親は、もしテレビ局がこのシリーズを取り上げても、その役を引き受けないと決めた。
1960年の夏、シェアラーは1960年のアメリカ大統領選挙の期間中、民主党全国大会の運転手としてボランティア活動を行い、ディズニーランドへの旅行を定期的に割り当てられた。
シェアラーはロサンゼルス高校を卒業し、1960年代初頭にUCLAで政治学を専攻した。彼は「まじめな人間」になるためにショービジネスをやめることを決意した。しかし、彼によるとこれは約1か月続いたと言い、1年目にUCLAの学校新聞であるデイリー・ブルーインのスタッフに加わった。彼は大学のユーモア雑誌（サテュロス）の編集者であり、1964年6月のパロディPreyboyも掲載した。彼はこの時期にパサデナのトップ40ラジオ局であるKRLAでニュースキャスターとしても働いていた。シェアラーによると、卒業後は「非常に真剣な計画が進行しており、それは『徴兵に関わらない』ことだった」という。彼はハーバード大学の大学院に1年間通い、サクラメントの州議会で働いた。 1967年から1968年まで、彼は高校の教師として英語と社会を教えていたが、「学校側との意見の相違」により教職を辞めた。

## 人物

### サタデー・ナイト・ライブ
1979年8月、シェアラーは『サタデー・ナイト・ライブ』の脚本家兼出演者として雇われ、同番組の1975年オリジナルキャストの最初の追加メンバーの一人となった。アル・フランケンが『サタデー・ナイト・ライブ』の制作者ローン・マイケルズに推薦し、シェアラーの獲得は、番組を去るジョン・ベルーシとダン・エイクロイドの非公式な代役と見なされていた。 
シェアラーは番組での経験を「生き地獄」であり、「本当に楽しい仕事場ではなかった」と表現している。彼は他の脚本家や出演者とうまくやっていかず、オープニングのモンタージュではキャストに含まれていなかった（ただし、1979年から1980年のシーズンの後のエピソードではモンタージュに追加された）と述べ、マイケルズは他のキャストに自分は「ただの脚本家」だと言ったという。
マイケルズは第5シーズンの終わりにキャスト全員を連れて『サタデー・ナイト・ライブ』を去った。シアラーは新エグゼクティブ・プロデューサーのジャン・ドゥーマニアンに「ローンのファンではない」と告げ、番組を全面的に見直してクリストファー・ゲストのような経験豊富なコメディアンを起用する機会があれば番組に残ると申し出た。しかしドゥーマニアンはそれを断り、残りのキャストと共に番組を去ることを決めた。
シェアラーが辞めたときに、ディック・エバーソルは「創造性の違い」というプレスリリースを出しました。そして、それについてコメントを求めて私に最初に電話をかけてきた人がそれを読み上げ、私は思わず「そうです、私は創造的で、彼らは違っていました」と言いました。
1984年、映画『スパイナル・タップ』のプロモーション中、シェアラー、クリストファー・ゲスト、マイケル・マッキーンは『サタデー・ナイト・ライブ』に出演した。3人のメンバーは1984年から1985年のシーズンに番組に参加するチャンスを与えられた。シェアラーはプロデューサーから良い待遇を受け、舞台裏の環境も改善されたと考えていたためこのオファーを受け入れたが、後に「ゲストの方がレギュラーよりも良い待遇を受けているとは知らなかった」と述べた。ゲストもオファーを受け入れたが、マッキーンはこれを断ったが、1994年にキャストに加わった。
ローン・マイケルズに代わって番組プロデューサーとなったディック・エバーソルは、シアラーについて「才能あるパフォーマーだが、面倒な存在だ。物事の正確さを非常に要求し、労働者に対して非常に厳しい。付き合うのが悪夢のような人物だ」と語っている。1985年1月、シアラーは番組を降板した。理由の1つは、十分に活用されていないと感じたためである。マーティン・ショートは、シェアラーは「クリエイティブになりたかったが、ディックは何か他のものを望んでいた。…彼は番組で自分の意見が反映されていないと感じていたと思う。その機会が得られないと、とても腹を立てた」と語っている。

### スパイナル・タップ
シェアラーはロブ・ライナー監督の映画『スパイナル・タップ』（1984年）で共同制作、共同脚本、共演を果たした。シェアラー、ライナー、マイケル・マッキーン、クリストファー・ゲストは、マーブル・アーチという会社から脚本の初稿を書く契約を結んだ。彼らは映画は書けないと判断し、代わりに自分たちがやりたいことを20分間のデモで撮影した。最終的には、エンバシー・ピクチャーズのノーマン・リアとジェリー・ペレンチオによってゴーサインが出た。この映画は、ハードロックやヘビーメタルバンドのワイルドな個人的行動や音楽的虚栄心、そして当時のロックドキュメンタリーの聖人伝的傾向を風刺している。スパイナル・タップというバンドの中心メンバーであるデヴィッド・セント・ハビンズ、デレク・スモールズ、ナイジェル・タフネルの3人を、それぞれマッキーン、シェアラー、ゲストが演じた。 3人の俳優は映画を通して楽器を演奏し、擬似英語アクセントで話す。脚本はないが、ほとんどのシーンの内訳は書かれており、セリフの多くはアドリブだった。撮影は25日間で行われた。
シェアラーはインタビューで「原動力となったのは、ロックンロールを正しくやりたいということだった。私たち4人はロックンロールに関わってきたが、映画がいかに容赦なく間違えているかにただただ驚いていた。私たちは面白い人間だから面白い映画になるはずだったが、正しくやりたかったのだ」と語っている。彼らがこの映画をハリウッドの様々なスタジオに売り込もうとしたが、彼らは映画は成功しないだろうと言われた。彼らは「いや、これは人々によく知られている話だ。私たちは人々が本当に知らないことを紹介するつもりはない」と言い続けたので、シェアラーは少なくとも大衆にいくらかの共感を呼ぶだろうと考えた。この映画は公開当初はささやかな成功にとどまったが、ビデオリリース後にはより大きな成功を収め、カルト的なファンを生み出した。 2000年、この映画はアメリカ映画協会のアメリカ映画のトップ100コメディ映画のリストで29位にランクされ、議会図書館によって「文化的、歴史的、または美的に重要である」として米国国立フィルム登録簿に保存対象として選ばれた。
シェアラー、ゲスト、マッキーンはそれ以来、スパイナル・タップのキャラクターとしていくつかのプロジェクトに取り組んできました。彼らは3枚のアルバムをリリースしました：This Is Spinal Tap（1984年）Break Like the Wind（1992年）そしてBack from the Dead（2009年）。1992年、スパイナル・タップは「The Otto Show 」と呼ばれるザ・シンプソンズのエピソードに登場しました。バンドは2007年7月7日にロンドンのLive Earthを含むいくつかのコンサートで演奏しました。ショーを見越して、ロブ・ライナーはSpinal Tapと題された短編映画を監督しました。2009年、バンドは映画の公開25周年を記念してBack from the Deadをリリースしました。このアルバムにはThis Is Spinal Tapとそのサウンドトラックで紹介された曲の再録音バージョンと5つの新曲が収録されています。バンドは2009年6月30日にロンドンのウェンブリーアリーナで1公演の「ワールドツアー」を行った。映画「マイティ・ウィンド」に登場する模擬バンドで、シアラー、マッキーン、ゲストが演じたキャラクターで構成されたザ・フォークスメンがショーのオープニングアクトを務めた。

### ザ・シンプソンズ
また、シェアラーは『ザ・シンプソンズ』の声優として知られている。同番組の制作者であるマット・グレイニングはシェアラーの作品のファンであり、シェアラーはグレイニングが執筆していたコラムのファンだった。グレイニングから同シリーズへの出演を打診されたとき、シェアラーは当初、レコーディングが面倒すぎると考え、乗り気ではなかった。伝統的に声優は自分のパートを別々に録音するため、シアラーは声優業は「あまり楽しくない」と感じていた。俳優たちは一緒にセリフを録音すると言われ、エグゼクティブ・プロデューサーのジェームズ・L・ブルックスに3回電話した後、シェアラーは『ザ・シンプソンズ』のキャストに参加することを決心した。シェアラーの『ザ・シンプソンズ』に対する第一印象は、面白いというものだった。彼は、それが「かなりクールな」仕事の仕方だと思っていたが、共演者たちが声の裏にいる人物として世間に知られたくないと固く主張していたことを奇妙に感じていた。
シェアラーはスキナー校長、ケント・ブロックマン、チャールズ・モンゴメリ・バーンズ社長（2代目）、ウェイロン・スミサーズ、ネッド・フランダース、ラブジョイ牧師、ヒバート博士（2021年まで）、レニー・レナード、オットー・マン、レーニア・ウルフキャッスル、スクラッチー、カン、マーヴィン・モンロー博士、スナイダー判事などの声を担当している。彼はレギュラーキャラクターの声をすべて「簡単に演じられる」「簡単でなかったらやらないだろう」と表現している。シェアラーはバーンズの声を、俳優のライオネル・バリモアとロナルド・レーガンの2人の声をモデルにした。シェアラーによると、バーンズの声は声帯に負担がかかり、声を落ち着かせるためにお茶と蜂蜜を飲む必要があることが多いため、彼にとって最も難しいキャラクターだという。彼はバーンズをお気に入りのキャラクターとして挙げ、「バーンズ氏が好きなのは、彼が純粋な悪だからです。多くの悪人はそれを薄めるという間違いを犯します。決して悪を混ぜてはいけません。」と語っている。シェアラーはバーンズのアシスタントであるスミザーズの声も担当しており、2人のキャラクターの会話を1回のテイクで演じることができる。エピソード「バートのインナーチャイルド」では、シェアラーはオットーの声で「ワオ」と言った。これは、オットーがトランポリンでジャンプしているのが見られる場面で使用された。ネッド・フランダースは、ホーマー・シンプソンが嫉妬する隣人という設定でしたが、シェアラーが彼に「とても優しい声」を使ったため、フランダースはクリスチャンになり、ホーマーよりも隣に住みたいと思うような優しい男になった。マービン・モンロー博士の声は、精神科医のデイビッド・ヴィスコットがモデルになっている。モンローは、キャラクターの声を担当することでシェアラーの喉に負担がかかったため、数回のカメオ出演を除いて、第7シーズン以降はほとんど出演していない。
2004年、シェアラーは番組の質が低下していると批判し、「最後の3シーズンは最悪だと思うので、シーズン4は今となっては非常に良いと思う」と述べた。シェアラーはまた、「校長と乞食」（シーズン9 #2、1997年）についても声高に批判している。これはザ・シンプソンズで最も物議を醸したエピソードの1つである。多くのファンや批評家は、シーズン1以来の繰り返し登場するキャラクターであるシーモア・スキナー校長が偽者だったという暴露に否定的な反応を示した。このエピソードはシェアラーとグレイニングの両者から批判されている。2001年のインタビューで、シェアラーは脚本を読んだ後、脚本家にこう言ったと回想している。「それは大間違いだ。観客が8年、9年かけて築き上げてきたものを、他のキャラクターで以前にやったことがあるストーリーのために、何の理由もなくゴミ箱に捨てている。あまりにも恣意的で不必要だし、観客に対して失礼だ。」と言っているが、2006年12月のインタビューではシェアラーはこう付け加えた。「今では、脚本家たちはそれについて話すことを拒否している。彼らはそれがひどい間違いだったとわかっている。彼らはそれについて決して言及しない。まるで彼らは観客が注目したことに対して罰を与えているようだ。」と述べている。
スケジュールと空き状況の都合により、シェアラーは2008年にオープンしたザ・シンプソンズ・ライドに参加しないことを決めたため、彼のキャラクターには声のパートがなく、多くはライドにまったく登場しない。2010年のハワード・スターン・ショーのインタビューで、ライドに参加しなかった理由は報酬が支払われなかったためだとほのめかした。同様に、シェアラーはさらなるスケジュールの都合によりファミリー・ガイのクロスオーバーエピソード「ザ・シンプソンズ・ガイ」に出演できなかった。そのため、彼のキャラクターは再び無言になっている。クロスオーバーについてどう思うかと尋ねられたシェアラーは、「物質と反物質」と答えた。
1998年まで、シェアラーの報酬は1エピソードあたり3万ドルだった。1998年の賃金紛争の際、FOXは6人の主要声優を新しい俳優に取り替えると脅し、新しい声優のキャスティングの準備までした。しかし、紛争は解決し、シアラーは2004年まで1エピソードあたり12万5000ドルを受け取っていたが、その年に声優たちは1エピソードあたり36万ドルの支払いを要求した。紛争は1か月後に解決し、シェアラーの報酬は1エピソードあたり25万ドルに上がった。2008年の賃金再交渉後、声優たちは1エピソードあたり40万ドルを受け取った。3年後、FOXが制作費を削減しなければシリーズを打ち切ると脅したため、シェアラーと他のキャストメンバーは30%の減給を受け入れ、1エピソードあたり30万ドル強になった。2015年5月14日、シェアラーは番組を降板すると発表した。他の声優たちが同額の契約にサインした後、シェアラーは十分ではないとして拒否した。アル・ジーンはプロデューサーとして「番組は続けなければならない」と述べたが、シェアラーが声を担当したキャラクターに何が起こるかについては詳しく述べなかった。2015年7月7日、シェアラーは他の声優と同じ条件で番組を続けることに同意した。
シェアラーは「私はスタンダップコメディをやらないので、ラジオが私にとって常に同等の存在でした。ラジオは、大衆とのつながりを保ち、毎週脚本を書き、新しいキャラクターを考え出すよう自分を駆り立てる場所です。それに、ラジオは私が大好きなメディアです。ラジオとともに育ち、子どもの頃は枕の下にラジオを置いて寝ていました。リスナーの心にどんなイメージを描きたいとしても、数分の作業でそれが実現します。」と述べている。

### その他の活動
シェアラーは1983年以来、公共ラジオのコメディ/音楽番組「Le Show」の司会を務めている。この番組は、風刺的なニュース解説、音楽、スケッチコメディの寄せ集めで、「強大なメディアの巨大なバカ」をターゲットにしている。この番組は、全米各地の多くのナショナル・パブリック・ラジオやその他公共ラジオ局で放送されている。SIRIUSとXM衛星ラジオサービスの合併以来、この番組はどちらでも利用できなくなった。この番組は、iTunesおよびWWNOでポッドキャストとしても利用できるようになっている。この週刊番組でシアラーは、DJをしたり、モート・サール風にその日のニュースを朗読したりコメントしたり、オリジナルの（主に政治的な）スケッチや歌を披露したりしている。2008年、シアラーは「Songs of the Bushmen 」という音楽CDをリリースした。これは、 Le Showで放送されたジョージ・W・ブッシュ元大統領に関する風刺的なナンバーで構成されている。シェアラーは共和党と民主党の両方を同じように批判し、「政治を題材にしたコメディーをやる際の鉄則は、誰が運営しているかをからかうことだ」と述べている。また、「他のみんなはただしゃべり回っているだけだ。実際に何かを行い、人々の生活を良くも悪くも変えているのは彼らだ。メディアが「風刺作家」と呼ぶ人たちは、そういうことはしない」とも述べている。
サタデー・ナイト・ライブで働いていた時に衛星ニュースに出会って以来、シアラーは放送されないビデオの内容に魅了されてきた。シアラーはこれらのクリップをファウンド・オブジェクトと呼んでいる。「わあ、この素材は尽きることなくあるんだ、そしてそれは素晴らしくて、魅力的で、面白くて、時には忘れられないけれど、いつも良いものだと思いました」とシェアラーは語った。彼はこの素材を集めて、ル・ショーや自身のウェブサイトで使用している。2008年、彼はこのコレクションからニュースメーカーのビデオクリップを集めて「サイレント・エコー・チェンバー」と題したアートインスタレーションを制作し、コネチカット州リッジフィールドのアルドリッチ現代美術館で展示した。この展覧会は2009年にスペインのバレンシアにあるバレンシア現代美術研究所（IVAM）でも開催された。また2010年にはニューオーリンズ現代美術センターでも開催された。
2006年、シェアラーはブライアン・ヘイズと共にBBCラジオ4のシットコム『Not Today, Thank You』の4つのエピソードに出演し、自分の存在に耐えられないほど醜い男、ノーストリルズを演じた。当初は全6話に出演する予定だったが、労働許可証の問題で2話の収録をキャンセルした。2008年6月19日、シアラーがラジオ部門でハリウッド・ウォーク・オブ・フェイムの星を受賞することが発表された。
シェアラーが監督を務めた初の長編映画『テディ・ベアーズ・ピクニック』は、脚本も手掛け、2002年に公開された。ストーリーは、世界で最も権力のある男たちが3週間野営するボヘミアン・グローブを舞台にしている。この映画は批評家にあまり好評ではなかった。ロッテン・トマトでは19件のレビューすべてが否定的とされ、0%の評価を受けた 。また、メタクリティックでは10件のレビューで100点満点中32点（「概ね否定的なレビュー」を意味する）の評価を受けた。2003年、トム・レオポルドと共同でミュージカル『J・エドガー！』の脚本を執筆し、J・エドガー・フーバーとクライド・トルソンの関係をパロディ化した。コロラド州アスペンで開催されたUSコメディー・アーツ・フェスティバルで初公開され、ケルシー・グラマーとジョン・グッドマンが主演した。
シェアラーとゲスト、マッキーンはフォークミュージックのモキュメンタリー映画 『マイティ・ウィンド』（2003年）でザ・フォークスメンというバンドを演じた。この映画はゲストとユージン・レヴィが脚本を書き、ゲストが監督した。シアラーは2006年に公開されたゲスト監督によるアカデミー賞政治パロディ映画『フォー・ユア・コンシダレーション』で主要な役を演じた。彼はアカデミー賞にノミネートされると確信しているベテラン俳優、ビクター・アラン・ミラーを演じた。彼はまた、シンプソンズの仲間のハンク・アザリアとナンシー・カートライトと共に『GODZILLA ゴジラ』（1998年）でニュースキャスターとして出演した。彼の他の出演映画には『ライトスタッフ』（1983年）、『フィッシャー・キング』（1991年）、『トゥルーマン・ショー』（1998年）、『スモール・ソルジャーズ』（1998年）、『エドtv』（1999年）がある。彼はまた、『アメリカにおける白人の歴史』の続編であるテレビ番組『白人結婚の肖像』 （1988年）を監督し、出演もした。
シェアラーはロサンゼルス・タイムズ・マガジンのコラムニストとしても働いていたが、「それに煩わされるのは時間の無駄になった」と判断した。彼のコラムはスレートやニューズウィークにも掲載されている。2005年5月からはハフィントン・ポストの寄稿ブロガーとなっている。シェアラーは3冊の本を書いている。 1993年に出版されたMan Bites Townは、彼が1989年から1992年にかけてロサンゼルス・タイムズに書いたコラムを集めたものである。 1999年に出版されたIt's the Stupidity, Stupidは、当時の大統領ビル・クリントンに対する一部の人々の憎悪を分析した。シェアラーは、クリントンが嫌われたのは「彼の公式施設に入ることを許可された中で最も権力がなく、最も資格のない女性」と不倫をしたためだと考えている。彼の最新作は、彼の最初の小説である『Not Enough Indians』である。2006年に出版されたこの小説は、ネイティブアメリカンとギャンブルを題材にした喜劇小説である。「コラボレーションの喜び」や「彼の他のプロジェクトの特徴である自発性と即興性」がなかったため、シェアラーにとって『 Not Enough Indians』は「苦労して書いた」ものだった。彼は「唯一楽しかったのは、書いたことだ。孤独で、契約もなく、6年もかかった。非常に不安な自己鍛錬だった」と語っている。
シェアラーは、5枚のソロコメディアルバムをリリースしている。It Must Have Been Something I Said (1994)、Dropping Anchors (2006)、Songs Pointed and Pointless (2007)、Songs of the Bushmen (2008)、Greed and Fear (2010)である。彼の最新のCDであるGreed and Fearは、以前のアルバムのような政治ではなく、主にウォール街の経済問題についてである。シェアラーがアルバムを作ろうと決めたのは、「経済崩壊の言葉が面白くなり始めたとき - 「有毒資産」が突然「問題資産」になり、システムを汚染するものから、システムから排除されるのではなく、ただ理解される必要がある、汚れた顔をした不良少年の集団に変わったとき」だった。2006年5月、シェアラーはゴーチャー大学から名誉博士号を授与された。
シェアラーは、ハリケーン・カトリーナがニューオーリンズに与えた影響についてのドキュメンタリー映画『ザ・ビッグ・アンイージー』（2010年）の監督である。俳優のジョン・グッドマンがナレーションを務めるこの映画では、ニューオーリンズ都市圏の堤防決壊と壊滅的な洪水について描写し、ルイジアナ州立大学の元教授アイヴァー・ヴァン・ヘルデン、カリフォルニア大学バークレー校の工学教授ロバート・ビー、米国陸軍工兵隊ロサンゼルス地区のエンジニア兼契約スペシャリストであるマリア・ガルジノへの長時間のインタビューが含まれている。この映画は、米国陸軍工兵隊と、その南ルイジアナ州の洪水防御プロジェクトの管理を批判している。シェアラーは、多数の技術専門家の意見を参考にして、ハリケーン・カトリーナの「広範囲にわたる被害をもたらした悲惨な洪水は、人為的な工学的および判断上の誤りによって引き起こされた」と主張している。映画批評集積サイトのRotten Tomatoesでは、この映画は24件のレビューに基づいて71%の支持率を獲得しており、平均評価は6.85/10となっている。同サイトの批評家の総意は、「『ザ・ビッグ・アンイージー』は、確かに不均一ではあるが、それでも価値のある善意に基づいた、恐ろしい災害の余波の見方を提供している」となっている。

## 私生活
シェアラーは1974年にフォークシンガーのペネロピ・ニコルズと結婚したが、1977年に離婚した。彼は1993年からウェールズのシンガーソングライターのジュディス・オーウェンと結婚している。2005年に、夫婦はCourgette Recordsという自身のレコードレーベルを設立した。シェアラーは主にルイジアナ州ニューオーリンズのフレンチクォーターに住んでいるが、カリフォルニア州サンタモニカとロンドンのノッティングヒルにも家を持っている。彼が初めてニューオーリンズを訪れたのは1988年で、それ以来ニューオーリンズ・ジャズ＆ヘリテージ・フェスティバルには毎回参加している。
シェアラーは、ハリケーン・カトリーナの際にニューオーリンズを浸水させた連邦堤防システムの崩壊について頻繁に講演や執筆を行っており、主流メディアの報道を激しく非難し、アメリカ陸軍工兵隊の役割を批判している。映画「ビッグ・アンイージー」のDVDリリースに先立ち、シェアラーはさまざまな会場で映画の上映会を開催し、観客からの質問に答えていた。